# Kanton Phalsbourg
Der Kanton Phalsbourg ist seit 1790 ein französischer Kanton im Arrondissement Sarrebourg-Château-Salins, im Département Moselle und in der Region Grand Est (bis 2015 Lothringen); sein Hauptort ist Phalsbourg.

## Geschichte
Der Kanton wurde am 4. März 1790 im Zuge der Einrichtung der Départements als Teil des damaligen „Distrikts Sarrebourg“ gegründet und umschrieb zunächst die Gemeinden Berling, Danne-et-Quatre-Vents, Dannelbourg, Hangeviller, Henridorff, Kourtzrode, Lutzelbourg, Mittelbronn, Phalsbourg, Valtembourg, Vescheim, Vilsberg, Vintersbourg, Zilling. 1800 kamen die Orte des damals aufgelösten Kantons Lixheim hinzu: Bickenholtz, Bourscheid, Brouviller, Fleisheim, Hellering, Hérange, Hilbesheim, Lixheim, Metting, Oberstinzel, Sareck, Sarraltroff, Schalbach und Veckersviller. Von 1871 bis 1919 sowie von 1940 bis 1944 gab es keine weitere Untergliederung des damaligen „Kreises Saarburg“. Bis 2015 gehörten 26 Gemeinden zum Kanton Phalsbourg. Mit der Neuordnung der Kantone in Frankreich stieg die Zahl der Gemeinden 2015 auf 56. Zu den bisherigen 26 Gemeinden kamen alle 18 Gemeinden des bisherigen Kantons Lorquin und 12 der bisherigen 23 Gemeinden des Kantons Sarrebourg hinzu.
Durch die Wahlrechtsänderung zum Conseil départemental von 2014 wurde die Neueinteilung und Verminderung der Kantone erforderlich. Im Arrondissement Sarrebourg blieben von 5 Kantonen noch 2 übrig (Sarrebourg und Phalsbourg), indem alle Gemeinden des Kantons Lorquin und vom bisherigen Kanton Sarrebourg die südöstlichen Gemeinden Barchain, Brouderdorff, Harreberg, Hartzviller, Hesse, Hommert, Niderviller, Plain-de-Walsch, Schneckenbusch, Troisfontaines, Walscheid und Xouaxange.

## Lage
Der Kanton liegt im Südosten des Départements Moselle.

## Gemeinden
Der Kanton besteht aus 56 Gemeinden mit insgesamt 32.186 Einwohnern (Stand: 1. Januar 2022) auf einer Gesamtfläche von 501,73 km²:
| Gemeinde                 | Mundart Patois                | Deutsch                    | Einwohner (2022) | Fläche (km²) | Code postal | Code Insee |
| ------------------------ | ----------------------------- | -------------------------- | ---------------- | ------------ | ----------- | ---------- |
| Abreschviller            | Elwechwiller                  | Albersweiler               | 1.427            | 41,29        | 57560       | 57003      |
| Arzviller                | Eerschwiller                  | Arzweiler                  | 523              | 5,21         | 57405       | 57033      |
| Aspach                   | –                             | Aspach                     | 37               | 4,13         | 57790       | 57034      |
| Barchain                 | –                             | Barchingen                 | 101              | 1,7          | 57830       | 57050      |
| Berling                  | –                             | Berlingen                  | 295              | 3,15         | 57370       | 57064      |
| Bourscheid               | Buerjsching                   | Burscheid                  | 175              | 3,99         | 57370       | 57100      |
| Brouderdorff             | –                             | Bruderdorf                 | 971              | 4,75         | 57565       | 57113      |
| Brouviller               | Brëwiller                     | Brauweiler                 | 420              | 11,24        | 57635       | 57114      |
| Dabo                     | Dockschbuerj/Dàgschburri Dabo | Dagsburg                   | 2.367            | 48,12        | 57850       | 57163      |
| Danne-et-Quatre-Vents    | Gotterwong                    | Dann und Vierwinden        | 671              | 7,2          | 57370       | 57168      |
| Dannelbourg              | Dännelbuerj                   | Dannelburg                 | 506              | 2,95         | 57820       | 57169      |
| Fraquelfing              | –                             | Frackelfingen              | 84               | 4,44         | 57790       | 57233      |
| Garrebourg               | Gaarbuerj                     | Garburg                    | 486              | 8,34         | 57820       | 57244      |
| Guntzviller              | Gunzwiller                    | Gunzweiler                 | 356              | 5,39         | 57405       | 57280      |
| Hangviller               | Hangwiller                    | Hangweiler                 | 261              | 4,52         | 57370       | 57291      |
| Harreberg                | Hoerberj                      | Haarberg                   | 365              | 6,34         | 57870       | 57298      |
| Hartzviller              | Hortwiller                    | Harzweiler                 | 939              | 4,14         | 57870       | 57299      |
| Haselbourg               | Hoselbuerch                   | Haselburg                  | 297              | 6,11         | 57850       | 57300      |
| Hattigny                 | –                             | Hittingen/Hattingen        | 220              | 13,14        | 57790       | 57302      |
| Héming                   | –                             | Heming                     | 495              | 3,69         | 57830       | 57314      |
| Henridorff               | –                             | Heinrichsdorf              | 705              | 7,31         | 57820       | 57315      |
| Hérange                  | Häring                        | Heringen                   | 104              | 2,73         | 57635       | 57317      |
| Hermelange               | –                             | Hermelingen                | 215              | 2,58         | 57790       | 57318      |
| Hesse                    | Hess                          | Hessen                     | 552              | 12,85        | 57400       | 57321      |
| Hommert                  | –                             | Hommert                    | 309              | 3,49         | 57870       | 57334      |
| Hultehouse               | Hiltehüse                     | Hültenhausen               | 362              | 4,58         | 57820       | 57339      |
| Lafrimbolle              | Leinfribol                    | Lasc(h)emborn/Lassenborn   | 207              | 10,72        | 57560       | 57374      |
| Landange                 | Landonche                     | Landingen                  | 242              | 4,85         | 57830       | 57377      |
| Laneuveville-lès-Lorquin | –                             | Neuendorf bei Lörchingen   | 105              | 2,24         | 57790       | 57380      |
| Lixheim                  | Lixhum                        | Lixheim                    | 564              | 3,96         | 57635       | 57407      |
| Lorquin                  | Lëëschinge/Louonrkin          | Lörchingen                 | 1.134            | 8,77         | 57790       | 57414      |
| Lutzelbourg              | Litzelbuerch                  | Lützelburg (Lützburg)      | 558              | 5,84         | 57820       | 57427      |
| Métairies-Saint-Quirin   | –                             | Quirinsweiler              | 274              | 9,57         | 57560       | 57461      |
| Metting                  | –                             | Mettingen                  | 425              | 5,21         | 57370       | 57462      |
| Mittelbronn              | Mittelbrunn                   | Mittelbronn                | 642              | 7,71         | 57370       | 57468      |
| Neufmoulins              | Nieumolin                     | Neumühlen                  | 37               | 1,93         | 57830       | 57500      |
| Niderhoff                | Nidreho                       | Niederhof                  | 277              | 5,3          | 57560       | 57504      |
| Niderviller              | –                             | Niederweiler               | 1.152            | 10,78        | 57565       | 57505      |
| Nitting                  | –                             | Nitting                    | 514              | 8,86         | 57790       | 57509      |
| Phalsbourg               | Polsbuerj                     | Pfalzburg                  | 4.657            | 13,15        | 57370       | 57540      |
| Plaine-de-Walsch         | –                             | Hochwalsch                 | 605              | 4,98         | 57870       | 57544      |
| Saint-Jean-Kourtzerode   | Zischang-Kuerzrott            | Sankt Johann-Kurzerode     | 674              | 1,58         | 57370       | 57614      |
| Saint-Louis              | Sînt-Lui                      | Sankt Ludwig bei Pfalzburg | 622              | 9,28         | 57820       | 57618      |
| Saint-Quirin             | Saint Kurieng                 | Sankt Quirin               | 693              | 53,34        | 57560       | 57623      |
| Schneckenbusch           | Schneggebesch                 | Schneckenbusch             | 313              | 2,12         | 57400       | 57637      |
| Troisfontaines           | –                             | Dreibrunnen                | 1.259            | 12,85        | 57870       | 57680      |
| Turquestein-Blancrupt    | –                             | Türkestein                 | 11               | 30,04        | 57560       | 57682      |
| Vasperviller             | Woschperwiller                | Wasperweiler               | 320              | 1,54         | 57560       | 57697      |
| Vescheim                 | Weschum                       | Weschheim                  | 306              | 1,81         | 57370       | 57709      |
| Vilsberg                 | Wilschbuerj                   | Wilsberg                   | 347              | 5            | 57370       | 57721      |
| Voyer                    | –                             | Weiher                     | 449              | 4,48         | 57560       | 57734      |
| Walscheid                | Wolscheid/Walsched            | Walscheid                  | 1.467            | 38,35        | 57870       | 57742      |
| Waltembourg              | Woltebuerj                    | Waldenburg                 | 232              | 1,4          | 57370       | 57743      |
| Wintersbourg             | Winterschbuerj                | Wintersburg                | 260              | 3,95         | 57635       | 57747      |
| Xouaxange                | Swagzonche/Souagsonche        | Schweixingen               | 316              | 5,16         | 57830       | 57756      |
| Zilling                  | Zelling                       | Zillingen                  | 281              | 3,58         | 57370       | 57761      |
| Kanton Phalsbourg        | Polsbuerj                     | Pfalzburg                  | 32.186           | 501,73       | -           | -          |

Bis zur landesweiten Neuordnung der französischen Kantone im März 2015 gehörten zum Kanton Phalsbourg die 26 Gemeinden Arzviller, Berling, Bourscheid, Brouviller, Dabo, Danne-et-Quatre-Vents, Dannelbourg, Garrebourg, Guntzviller, Hangviller, Haselbourg,  Henridorff, Hérange, Hultehouse, Lixheim, Lutzelbourg, Metting, Mittelbronn, Phalsbourg (Hauptort), Saint-Jean-Kourtzerode, Saint-Louis, Vescheim, Vilsberg, Waltembourg, Wintersbourg und Zilling. Sein Zuschnitt entsprach einer Fläche von 183,31 km2. Er besaß vor 2015 einen anderen INSEE-Code als heute, nämlich 5724.

## Bevölkerungsentwicklung des alten Kantons
| 1962   | 1968   | 1975   | 1982   | 1990   | 1999   | 2006   | 2012   |
| ------ | ------ | ------ | ------ | ------ | ------ | ------ | ------ |
| 14.742 | 15.180 | 15.937 | 15.670 | 15.771 | 16.709 | 17.324 | 17.703 |

## Politik
Im 1. Wahlgang am 22. März 2015 erreichte keines der fünf Kandidatenpaare die absolute Mehrheit. Bei der Stichwahl am 29. März 2015 gewann das Gespann Nicole Pierrard/Patrick Reichheld (beide DVD) gegen Camille Gazaud/Alexandre Sinteff (beide FN) mit einem Stimmenanteil von 59,10 % (Wahlbeteiligung:50,21 %).
Seit 1945 hatte der Kanton folgende Abgeordnete im Rat des Départements:
| Vertreter im conseil général (1) des Départements | Vertreter im conseil général (1) des Départements | Vertreter im conseil général (1) des Départements |
| Amtszeit                                          | Name                                              | Partei                                            |
| ------------------------------------------------- | ------------------------------------------------- | ------------------------------------------------- |
| 1945-1951                                         | René Muller                                       | parteilos                                         |
| 1951-197.                                         | Georges Thomas                                    | MRP, danach DVD                                   |
| 197.-1982                                         | Oscar Gérard                                      | DVD, danach UDF                                   |
| 1982-2001                                         | Jean Grosse                                       | RPR, danach UDF                                   |
| 2001-2015                                         | Patrick Reichheld                                 | DVD, danach UMP                                   |
| 2015–                                             | Nicole Pierrard Patrick Reichheld                 | DVD                                               |

(1) seit 2015 Departementrat